# Edificio Avenida Central
L'Edificio Avenida Central (in portoghese Edifício Avenida Central) è un grattacielo di Rio de Janeiro in Brasile.

## Storia
I lavori di costruzione della torre, progettata dall'architetto Henrique Mindlin, comportarono al loro avvio nel 1957 la demolizione del palazzo dell'Hotel Avenida Central, eretto nel sito nel 1910. L'inaugurazione del grattacielo ebbe luogo il 22 maggio 1961.

## Descrizione
L'edificio sorge nel quartiere Centro di Rio de Janeiro e presenta un'altezza di 136 metri per 34 piani. La torre è a destinazione commerciale.